# Anson Cars
Pour les articles homonymes, voir Anson.
Anson Cars Ltd. était un constructeur anglais de voitures de course actif entre 1975 et 1988.
En 1975, les mécaniciens de Formule 1 Gary Anderson, qui travaillait pour Brabham, et Bob Simpson, qui travaillait pour Tyrrell, construisent une Formule 3, appelée Anson SA1. Elle était dérivée de la Brabham BT38 et était engagée par Anderson en Formule Libre.
Fin 1976, Anderson quitte Brabham pour concevoir la Anson SA2, la Formule 3 de 1977.
Anderson rejoignit la Formule 1 comme chef-mécanicien chez McLaren qu'il quitta pour Ensign.
En 1980, Anderson, Simpson et un ancien employé de Rolls Royce, Jeff Hills, fondèrent Anson Cars, qui construisit des Formule 3 et Formule Super Vee pendant les six années suivantes.
En 1985, Anderson gagne l'Amérique comme ingénieur en chef de l'écurie Galles (en) engagée en Indycar.
En 1988, Mike McHugh achète la société dans le but de construire des Super Vee en Californie.